# Рудник (округ Миява)
Рудник (словац. Rudník) — село, громада округу Миява, Тренчинський край. Кадастрова площа громади — 9.38 км².
Населення 830 осіб (станом на 31 грудня 2020 року).

## Історія
Рудник згадується 1955 року.

## Населення
| Рік:            | 1994. | 2004.    | 2014.   | 2024.   |
| --------------- | ----- | -------- | ------- | ------- |
| Кількість осіб: | 872   | 728      | 798     | 838     |
| Різниця:        |       | -16,51 % | +9,61 % | +5,01 % |

| Рік:            | 2023. | 2024.   |
| --------------- | ----- | ------- |
| Кількість осіб: | 845   | 838     |
| Різниця:        |       | -0,82 % |